# 东京陵
东京陵，位于现今中华人民共和国辽宁省辽阳市文圣区庆阳街道东京陵村，在东京城遗址以东约1.5公里处，也曾是除了“盛京三陵”（福陵、昭陵、永陵）之外的另一处位于关外的清朝皇家陵寝。东京陵现存清太祖努尔哈赤胞弟舒尔哈齐、长子褚英、庶母弟穆尔哈齐及其子大尔差等人的三座陵园。现为中国全国重点文物保护单位。

## 历史
后金天命六年（1621年），努尔哈赤迁都辽阳，并于次年兴建东京城。天命九年（1624年）四月，努尔哈赤命族弟铎弼等人从赫图阿拉（今辽宁新宾）将祖父觉昌安（景祖）夫妇、父亲塔克世（显祖）夫妇、妻子叶赫那拉氏（孝慈高皇后）、继室衮代皇后、长子褚英、伯父礼敦、弟弟舒尔哈齐、弟弟穆尔哈齐和儿子大尔差、从弟祜尔哈齐（五叔塔察篇古长子）等人的坟墓迁至辽阳，于东京城外阳鲁山兴建东京陵。虽然后金于天命十年（1625年）迁都沈阳，东京城逐渐荒废，但东京陵作为后金及清朝的皇家祖陵，仍在很长一段时间里受到了特别对待：陵周设界为禁地，严禁砍柴和放牧，平时有守陵官率兵负责看守、维护和祭祀，并按时举行大祭。
后金天聪三年（1629年），孝慈高皇后及衮代皇后改葬福陵；清顺治十年（1653年），努尔哈赤五弟巴雅喇和穆尔哈齐之子大尔差也葬于东京陵；顺治十五年（1658年），清廷“ 迁东京祖陵于兴京”，将觉昌安、塔克世等人的灵柩迁回祖坟兴京陵（后改称永陵），至此东京陵从皇家祖陵降格为一般的王家陵寝。不过清廷对东京陵仍颇为重视，康熙至道光年间，清朝皇帝十次东巡祭祖谒陵，其中九次专门派要员赴东京陵祭奠。道光以后，清朝国力不振，东京陵也逐渐被清廷遗忘。
1957年，辽阳市人民委员会将东京陵列入第一批市级文物保护单位。当地政府于1963年和1983年7月两次对东京陵进行维护修缮。
1980年，东京陵舒尔哈齐墓被盗，墓体被洞穿，骨灰坛被搬出墓室，但没有发现损失殉葬文物。1982年5月8日，褚英墓遭到盗掘，盗窃者后被当地公安抓获。
2013年，东京陵被列入第七批全国重点文物保护单位名单。

## 建筑形制
东京陵兴建时的建筑规模及形制未见史料记载。现存部分面积约3504平方米，墓葬分布在阳鲁山岗。因战乱动荡、风雨侵蚀，东京陵现存的仅有三座可确认的墓园：舒尔哈齐墓园、褚英墓园、穆尔哈齐及其子大尔差墓园。
舒尔哈齐墓园位于山岗西南角。墓园东西长82米，南北宽19.8米，共两进院，前院是一座碑亭，后院是坟茔，四周为缭墙。碑亭为四券单檐歇山顶式建筑，内有彩绘藻井，亭中立有顺治十一年（1654年）所刻《庄达尔汉把兔鲁亲王碑》，大理石材质，满汉文合璧刊刻。
褚英墓园位于舒尔哈齐墓园南侧，当地人俗称“太子坟”。墓园东西长24.5米，南北宽20.1米，门西向。坟茔以砖石砌成，无墓碑，可能与褚英与父亲努尔哈赤不和、被幽禁并被处死有关。
穆尔哈齐与大尔差墓园位于舒尔哈齐墓园以东约200米。墓园缭墙南北长48米，东西宽24.5米，门南向偏东，共两进院。第一进院有墓碑三甬，均为龟趺螭首，中为《追封多罗勇壮贝勒清巴图鲁穆尔哈齐碑》，左为《追封刚毅辅国公大尔差碑》为大尔差墓碑，两碑为清康熙十年（1671年）所立；右为《御赐多罗诚毅勇壮贝勒穆尔哈齐碑》，为满洲国康德三年（1936年）穆尔哈齐的十世孙宝熙、熙洽所立；第二进院为二人坟茔，西为穆尔哈齐之墓，东为大尔差之墓。
另褚英墓园东北侧原有一墓园，墓碑于20世纪60年代被毁。传此墓园为巴雅喇和祜尔哈齐之墓，但尚有争议。